# Friemann & Wolf

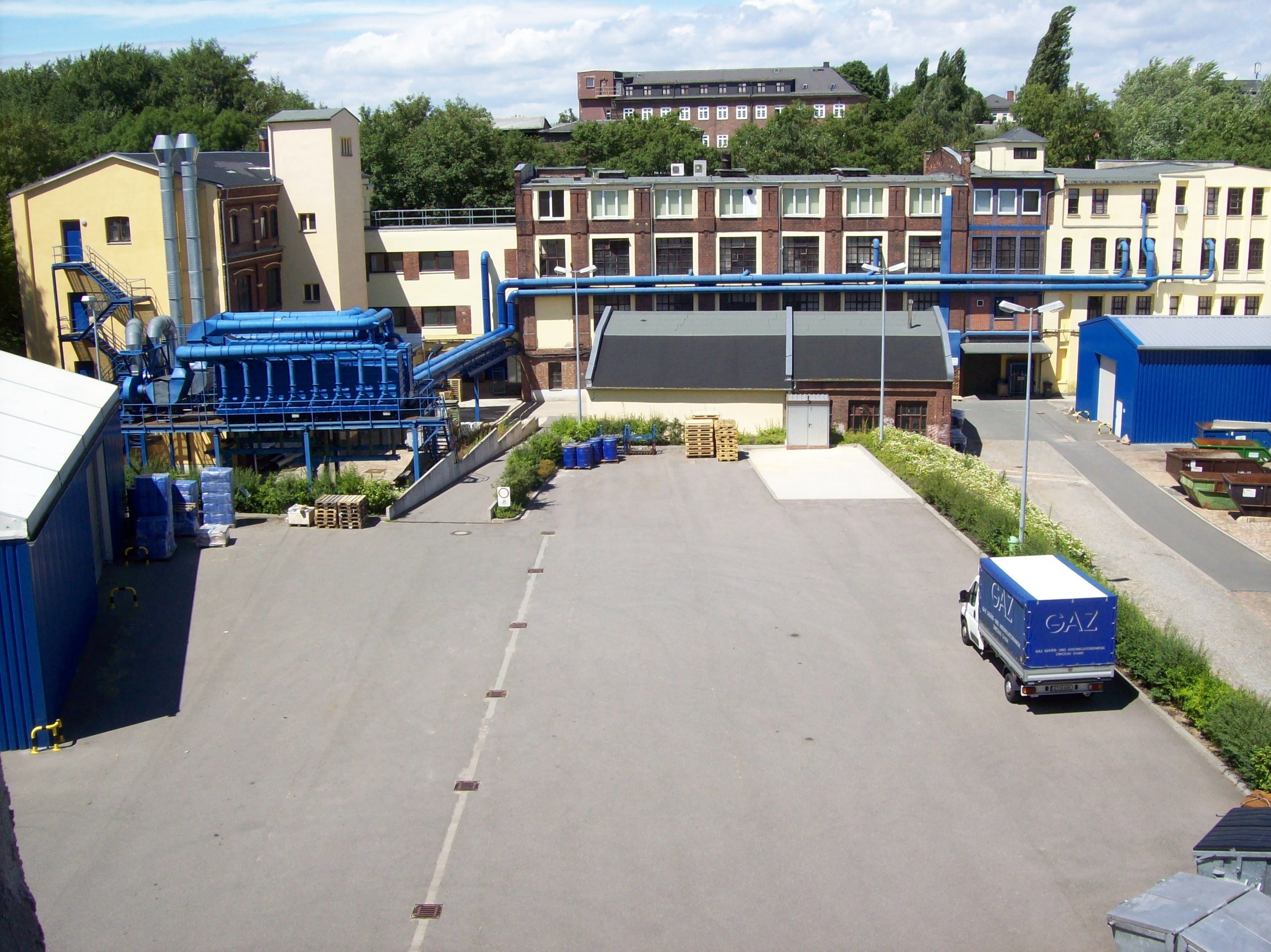
Firmengelände des Stammsitzes an der Reichenbacher Straße, 2005

Die Firma Friemann & Wolf (Eigenschreibweise FRIWO) wurde 1884 in Zwickau als Maschinen- und Grubenlampenfabrik gegründet. Sie galt als größter Grubenlampenhersteller der Welt und besteht bis heute in Form zweier Nachfolgeunternehmen, der Friwo Gerätebau GmbH, einem internationalen Hersteller von Ladegeräten, Akkupacks, Stromversorgungen und LED-Treibern für die unterschiedlichsten Branchen sowie Anbieter von E²MS-Dienstleistungen, sowie der Friemann & Wolf Batterietechnik GmbH, einem Batteriehersteller.

## Geschichte

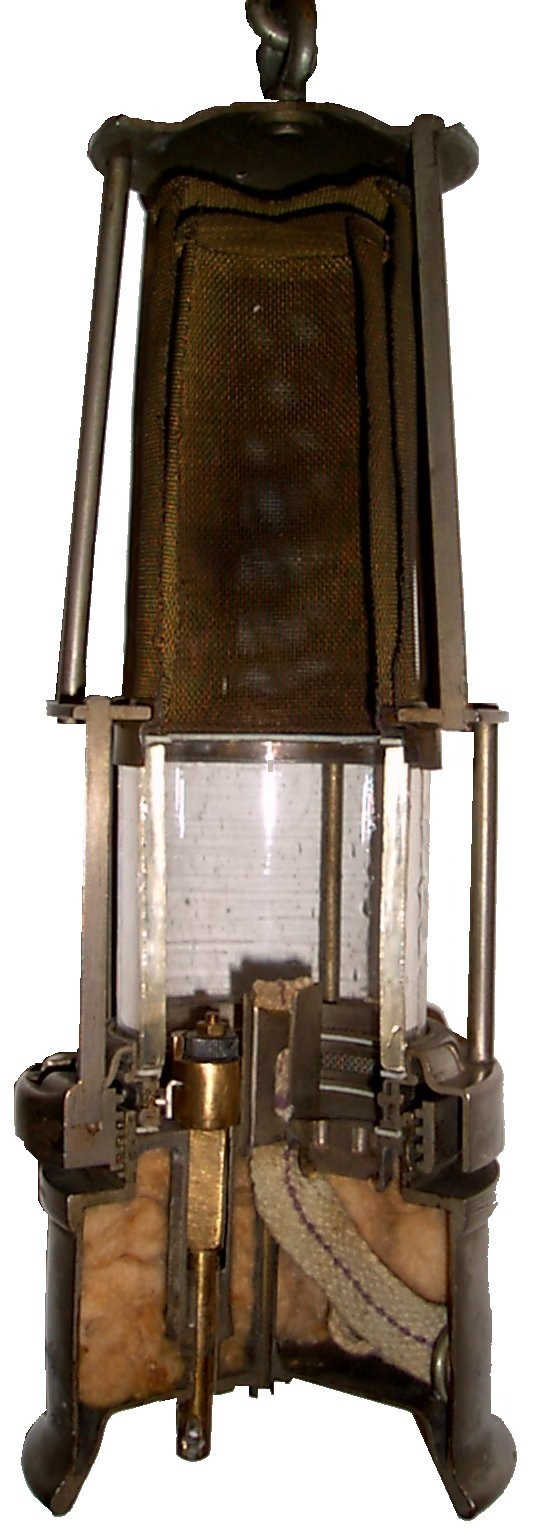
Schnittmodell einer Benzinsicherheitslampe Typ 300

Die Gründung der Firma basiert auf der Erfindung der Benzinsicherheitslampe durch den Zwickauer Feinmechaniker Carl Wolf im Jahr 1881. Aufgrund des Erfolgs dieser Erfindung entwickelte sich Friwo zu einem weltweit agierenden und expandierenden Unternehmen mit zahlreichen Zweigniederlassungen in Deutschland sowie Tochterfirmen in Belgien, Frankreich, England, Österreich-Ungarn und den USA. Im Jahr 1896 wurde in dem Werk des Unternehmens die 200.000. Grubenlampe hergestellt.  Neben der Weiterentwicklung der Benzinsicherheitslampe hat Friwo auch die Entwicklung elektrischer Grubenlampen maßgeblich beeinflusst. So baute Friwo 1907 die weltweit ersten Kopflampen mit Nickel-Cadmium-Akkumulatoren, nachdem seit 1903 elektrische Kopflampen mit Bleiakkumulatoren angeboten wurden.
Ein großer Einschnitt in der Firmengeschichte war der Verlust der meisten ausländischen Niederlassungen durch Enteignung nach dem Ersten Weltkrieg.
Nach dem Zweiten Weltkrieg und der Teilung Deutschlands in Ost und West wurde auch die FriWo geteilt. Die ursprüngliche Muttergesellschaft mit Sitz in Zwickau blieb in der Ostzone unter russischem Einfluss. Im westdeutschen Teil gab es eine Niederlassung in Duisburg, die zum Hauptsitz für Westdeutschland wurde.  

### Stammsitz in Zwickau
Der Stammsitz in Zwickau wurde als Sowjetische Aktiengesellschaft SAG „Kabel“ und später als VEB Grubenlampenwerke Zwickau weitergeführt. 
Nach der deutschen Wiedervereinigung ging aus dem VEB Grubenlampen- und Akkumulatorenwerke Zwickau die GAZ Batterie GmbH und die GAZ Notstromsysteme GmbH hervor, während der Bereich Starterbatterieproduktion von der Firma Hoppecke übernommen wurde. 
Enersys war ab 2015 der Eigentümer der GAZ. In dem Werk werden weiterhin NiCd-Batterien für verschiedene Branchen produziert.
Im Jahr 2019 wurden die GAZ-Geräte und Akkumulatorenwerke Zwickau von dem tschechischen Chemieunternehmen Bochemie erworben, einem der größten europäischen Hersteller von aktiven Materialien für Batterien.

### Westdeutsche Niederlassung in Duisburg
1983 wurde Friwo vom stärksten Konkurrenten auf dem Gebiet der Grubenlampen, der Concordia Elektrizitäts-AG (CEAG), übernommen. In der Folge wurde die Grubenlampenproduktion bis 1994 eingestellt. 
1993 fusionierte Friwo mit der 1951 gegründeten Tochtergesellschaft Silberkraft Leichtakkumulatoren GmbH zur Friwo Silberkraft GmbH. Nach Übernahme durch den amerikanischen Batteriekonzern Exide 1997 konzentrierte sich Friwo Silberkraft auf die Herstellung von Batterien am Standort Duisburg.
Das erst 1971 im Zweigwerk Ostbevern begonnene Geschäft mit Netz- und Ladegeräten als Friwo Gerätebau verblieb beim bisherigen Eigentümer CEAG. Im Bereich der Ladegeräte für Mobiltelefone galt das Unternehmen bei einem Weltmarktanteil von rund einem Viertel als Weltmarktführer.
2002 wurde das Geschäft der Friwo Gerätebau GmbH in zwei Geschäftsbereiche unterteilt: Friwo Mobile Power (FMP) und Friwo Power Solutions (FPS). 2008 wurde zunächst der Geschäftsbereich Friwo Mobile Power verkauft (heute: Flextronics Power), dann erwarb die Cardea Holding GmbH, eine Tochtergesellschaft der VTC Industrieholding GmbH, die Friwo Gerätebau GmbH (vorher: Friwo Power Solutions – FPS).
Friwo Silberkraft wurde 2003 an die französische Saft-Gruppe weiterverkauft, in Friemann & Wolf Batterietechnik GmbH umbenannt und zum derzeitigen Standort in Büdingen verlegt. Wegen Überschneidungen mit anderen Saft-Produkten wurde die Produktion ab 2007 auf Lithium-Mangandioxid-Batterien konzentriert.